# Zenão (oficial na Itália)
Zenão (em latim: Zeno; em grego: Ζήνων; romaniz.: Zénon) foi um oficial bizantino do século VI, ativo durante o reinado do imperador Justiniano (r. 527–565). De acordo com Procópio de Cesareia, no fim de 537 conduziu 300 cavaleiros a Roma através de Sâmnio e a via Latina para auxiliar o general Belisário. Em dezembro do mesmo ano, Zenão foi enviado como refém para os ostrogodos de Vitige (r. 536–540) em troca de Úlias para garantir uma trégua de três meses na guerra em curso. Seu destino depois disso é incerto.